# Saison 1 des Sirènes de Mako
Chronologie
Saison 2
Cet article présente le guide des épisodes de la première saison de la série télévisée australienne Les Sirènes de Mako (Mako Mermaids).

## Distribution de la saison

### Acteurs principaux
- Chai Romruen (VF : Tony Marot) : Zac Blakely
- Amy Ruffle : Sirena
- Lucy Fry : Lyla
- Ivy Latimer (VF : Pascale Chemin) : Nixie

### Acteurs secondaires
- Dominic Deutscher (VF : Yannick Blivet) : Cam
- Gemma Forsyth : (VF : Céline Melloul) : Evie McLaren
- Kerith Atkinson : Rita Santos
- Rowan Hills : (VF : Jean-Marco Montalto) : David, employé du Ocean Café
- Brooke Nichole Lee : Carly, employée du Ocean Café
- John O'Brien : Dr Rob Blakely, le père de Zac
- Laura Keneally (VF : Nayéli Forest) : Lauren Blakely
- Jenna Rosenow (VF : Nayéli Forest) : Aquata
- Nick Wright : Joe, le frère de David

## Épisodes

### Épisode 1:Bannies
- Australie /  États-Unis /  Canada : 26 juillet 2013 sur Network Ten / Netflix
- France : 13 avril 2014 sur France Ô ; 1er septembre 2014 sur Disney Channel France

### Épisode 2:Premiers pas
- États-Unis /  Canada : 26 juillet 2013 sur Netflix
- Australie : 2 août 2013 sur Network Ten
- France : 13 avril 2014 sur France Ô ; 2 septembre 2014 sur Disney Channel France

### Épisode 3:Rita
- États-Unis /  Canada : 26 juillet 2013 sur Netflix
- Australie : 9 août 2013 sur Network Ten
- France : 13 avril 2014 sur France Ô ; 3 septembre 2014 sur Disney Channel France

### Épisode 4:Lyla fait bande à part
- États-Unis /  Canada : 26 juillet 2013 sur Netflix
- Australie : 16 août 2013 sur Network Ten
- France : 13 avril 2014 sur France Ô ; 4 septembre 2014 sur Disney Channel France

### Épisode 5:Les Sirènes des neiges
- États-Unis /  Canada : 26 juillet 2013 sur Netflix
- Australie : 23 août 2013 sur Network Ten
- France : 13 avril 2014 sur France Ô

### Épisode 6:Sauvons Nixie!
- États-Unis /  Canada : 26 juillet 2013 sur Netflix
- Australie : 30 août 2013 sur Network Ten
- France : 20 avril 2014 sur France Ô

### Épisode 7:Surprise!
- États-Unis /  Canada : 26 juillet 2013 sur Netflix
- Australie : 6 septembre 2013 sur Network Ten
- France : 20 avril 2014 sur France Ô

### Épisode 8:Rendez-vous avec la lune
- États-Unis /  Canada : 26 juillet 2013 sur Netflix
- Australie : 13 septembre 2013 sur Network Ten
- France : 20 avril 2014 sur France Ô

### Épisode 9:Le Chant de la sirène
- États-Unis /  Canada : 26 juillet 2013 sur Netflix
- Australie : 20 septembre 2013 sur Network Ten
- France : 27 avril 2014 sur France Ô

### Épisode 10:Le Trident
- États-Unis /  Canada : 26 juillet 2013 sur Netflix
- Australie : 27 septembre 2013 sur Network Ten
- France : 27 avril 2014 sur France Ô

### Épisode 11:La Légende du trident
- États-Unis /  Canada : 26 juillet 2013 sur Netflix
- Australie : 4 octobre 2013 sur Network Ten
- France : 27 avril 2014 sur France Ô

### Épisode 12:Au détour d'un récif
- États-Unis /  Canada : 26 juillet 2013 sur Netflix
- Australie : 11 octobre 2013 sur Network Ten
- France : 4 mai 2014 sur France Ô

### Épisode 13:Trahison
- États-Unis /  Canada : 26 juillet 2013 sur Netflix
- Australie : 18 octobre 2013 sur Network Ten
- France : 4 mai 2014 sur France Ô

### Épisode 14:Chantage
- États-Unis /  Canada : 15 septembre 2013 sur Netflix
- Australie : 25 octobre 2013 sur Network Ten
- France : 4 mai 2014 sur France Ô

### Épisode 15:Le Secret de Sirena
- États-Unis /  Canada : 15 septembre 2013 sur Netflix
- Australie : 1er novembre 2013 sur Network Ten
- France : 11 mai 2014 sur France Ô

### Épisode 16:Le Téléphone
- États-Unis /  Canada : 15 septembre 2013 sur Netflix
- Australie : 8 novembre 2013 sur Eleven
- France : 11 mai 2014 sur France Ô

### Épisode 17:La Bague lunaire
- États-Unis /  Canada : 15 septembre 2013 sur Netflix
- Australie : 15 novembre 2013 sur Eleven
- France : 11 mai 2014 sur France Ô

### Épisode 18:Bêtises ou friandises!
- États-Unis /  Canada : 15 septembre 2013 sur Netflix
- Australie : 22 novembre 2013 sur Eleven
- France : 18 mai 2014 sur France Ô

### Épisode 19:Questions et Suspicion
- États-Unis /  Canada : 15 septembre 2013 sur Netflix
- Australie : 29 novembre 2013 sur Eleven
- France : 18 mai 2014 sur France Ô

### Épisode 20: Le Pouvoir du trident (Nowhere to Hide)
- États-Unis /  Canada : 15 septembre 2013 sur Netflix
- Australie : 6 décembre 2013 sur Eleven
- France : 18 mai 2014 sur France Ô

### Épisode 21:Le Retour d'Aquata
- États-Unis /  Canada : 15 septembre 2013 sur Netflix
- Australie : 13 décembre 2013 sur Eleven
- France : 25 mai 2014 sur France Ô

### Épisode 22:Métamorphose
- États-Unis /  Canada : 15 septembre 2013 sur Netflix
- Australie : 15 décembre 2013 sur Eleven
- France : 25 mai 2014 sur France Ô

### Épisode 23:Le Dilemme
- États-Unis /  Canada : 15 septembre 2013 sur Netflix
- Australie : 22 décembre 2013 sur Eleven
- France : 25 mai 2014 sur France Ô

### Épisode 24:Accords et désaccords
- États-Unis /  Canada : 15 septembre 2013 sur Netflix
- Australie : 29 décembre 2013 sur Eleven
- France : 1er juin 2014 sur France Ô

### Épisode 25:Révélation
- États-Unis /  Canada : 15 septembre 2013 sur Netflix
- Australie : 5 janvier 2014 sur Eleven
- France : 1er juin 2014 sur France Ô

### Épisode 26:La vérité éclate
- États-Unis /  Canada : 15 septembre 2013 sur Netflix
- Australie : 12 janvier 2014 sur Eleven
- France : 1er juin 2014 sur France Ô